# Eutetranychus carinae
Eutetranychus carinae är en spindeldjursart som beskrevs av Meyer 1974. Eutetranychus carinae ingår i släktet Eutetranychus och familjen Tetranychidae. Inga underarter finns listade i Catalogue of Life.